# Marco Polo (TV-serie)
För andra betydelser, se Marco Polo (olika betydelser).
Marco Polo är en amerikansk-italiensk miniserie på fyra avsnitt från 1982 med Ken Marshall i huvudrollen som den venetianske upptäcktsresanden Marco Polo under 1200-talet. Serien regisserades av Giuliano Montaldo.
Marco Polo vann två Emmy-priser, i klasserna bästa miniserie och bästa kostym. Serien hade svensk premiär den 14 januari 1983.
Ursprungligen var serien indelad i fyra avsnitt, ibland sänds den dock uppdelad i sex eller åtta avsnitt.